# Niebieskie Berety (zespół muzyczny)
Niebieskie Berety – muzyczny zespół reprezentacyjny rosyjskich wojsk powietrznodesantowych (WDW).

## Historia zespołu
Pierwszy koncert zespołu odbył się 19 listopada 1985 roku w Afganistanie i jest to dziś oficjalna data rozpoczęcia działalności grupy. Tego dnia wieczorem, w klubie wojskowym 350 pułku powietrznodesantowego gw., pięciu żołnierzy ze 103 dywizji powietrznodesantowej gw., którzy amatorsko zajmowali się muzyką, wykonało przed wojskową publicznością kilka szlagierów z repertuaru Ałły Pugaczowej. W latach 1985–1987 grupa występowała w jednostkach Ograniczonego Kontyngentu i radzieckich placówkach dyplomatycznych w Afganistanie. W marcu 1987 grupa wzięła udział w III edycji telewizyjnego konkursu „Gdy śpiewają żołnierze”. Bezpośredni przekaz telewizyjny z Kabulu za pomocą telemostu stał się ogólnokrajową sensacją artystyczną i zapewnił grupie I miejsce. W lecie 1987 grupa nagrała swoją pierwszą płytę – longplaya, który zyskał status platynowej płyty (ówcześnie w ZSRR było to 200 000 sprzedanych egzemplarzy). Według danych TASS płyta ta znalazła się w dziesiątce najlepiej sprzedających się krążków. W październiku tego samego roku grupa po raz pierwszy przyjechała do Moskwy, gdzie wystąpiła na najbardziej prestiżowych scenach stolicy – sali hotelu „Rossija”, w Pałacu Zjazdów na Kremlu, Teatrze Estradowym, na Łużnikach i w arenie „Olimpijskaja”. W 1988 roku grupa ponownie wygrała konkurs „Gdy śpiewają żołnierze”. W 1989, po wyjściu wojsk radzieckich z Afganistanu, zespół otrzymał siedzibę pod Moskwą i samodzielność w ramach sił zbrojnych ZSRR. W sierpniu 1991 rozkazem ministra obrony ZSRR stał się etatową jednostką wojskową radzieckich WDW, status ten w 1994 potwierdził minister obrony Federacji Rosyjskiej.

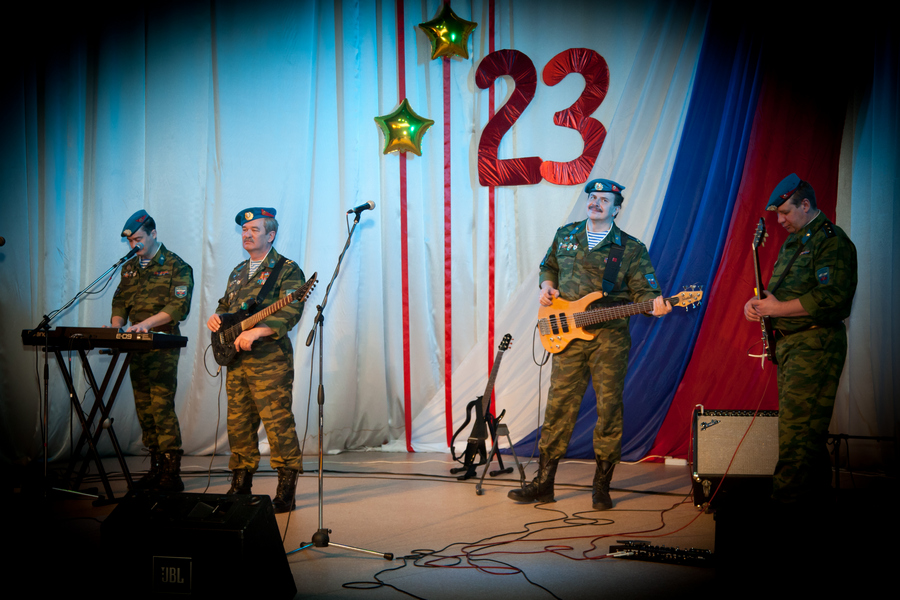
„Niebieskie Berety” podczas koncertu w 2013 roku

## Repertuar
Repertuar zespołu to głównie typowo żołnierskie pieśni o twardym życiu żołnierza na wojnie, o losach młodych weteranów, o tęsknocie do rodziny i miłości do bliskich i ojczyzny. Są to utwory na ogół przepojone patriotyzmem, o propagandowym przesłaniu wychowawczym, opartym na kulcie rosyjskich sił zbrojnych i wojsk powietrznodesantowych.

## Skład zespołu
Pierwszy skład:
- płk. Siergiej Jarowoj – kierownik zespołu
- chor. Oleg Goncow
- st. sierż. Siergiej Isakow
- szer. Igor Iwanczenko
- szer. Tarich Łyssow

Od momentu powstania w 1985 skład grupy zmieniał się całkowicie aż pięciokrotnie. Od 2000 roku grupa funkcjonuje w niezmienionym, pięcioosobowym składzie. Najstarsi stażem członkowie grupy to (wszyscy od 1991):
- płk. Siergiej Jarowoj – kierownik artystyczny zespołu (gitara, wokal)
- Płk. Jurij Słatow – dyrektor zespołu (gitara basowa, wokal)
- st. chor. Jegor Sierdecznyj – szef zespołu (perkusja do 1997, następnie reżyser dźwięku)
- chor. Dmitrij Wachruszyn – muzyk (gitara solowa)

W 2000 roku do zespołu dołączył st. chor. Płatonow Denis (klawiszowiec).
W chwili obecnej „Niebieskie Berety” są jedyną w rosyjskich siłach zbrojnych grupą muzyczną, której wszyscy członkowie posiadają tytuły „Zasłużony Artysta Rosyjskiej Federacji”. Wszyscy są zawodowymi żołnierzami sił zbrojnych FR.

## Dyskografia
(W nawiasach lata pierwszych edycji)

### Winyle
1. Gołubyje bieriety (1987)
2. Pamjat' (1988)
3. Wot i koncziłas' wojna (1990)

### CD i kasety
Kolejne albumy
1. Ot wojny do wojny (1994)
2. Ech, Dolja... (1996)
3. Grustit nastolnyj kaliendar' (1997)
4. Ranienyj gorod (2002)
5. Poswiaszczenije (2005)
6. Minnoje polie (2009)

Składanki
1. Gołubyje bieriety – łuczszie piesni (2000)
2. Pamjat'. Izbrannoje (2001)
3. Sbornik łuczszych piesien (2002)

### DVD
- Głubyje bieriety. Izobrannoje (2007)